# Mariä Heimsuchung

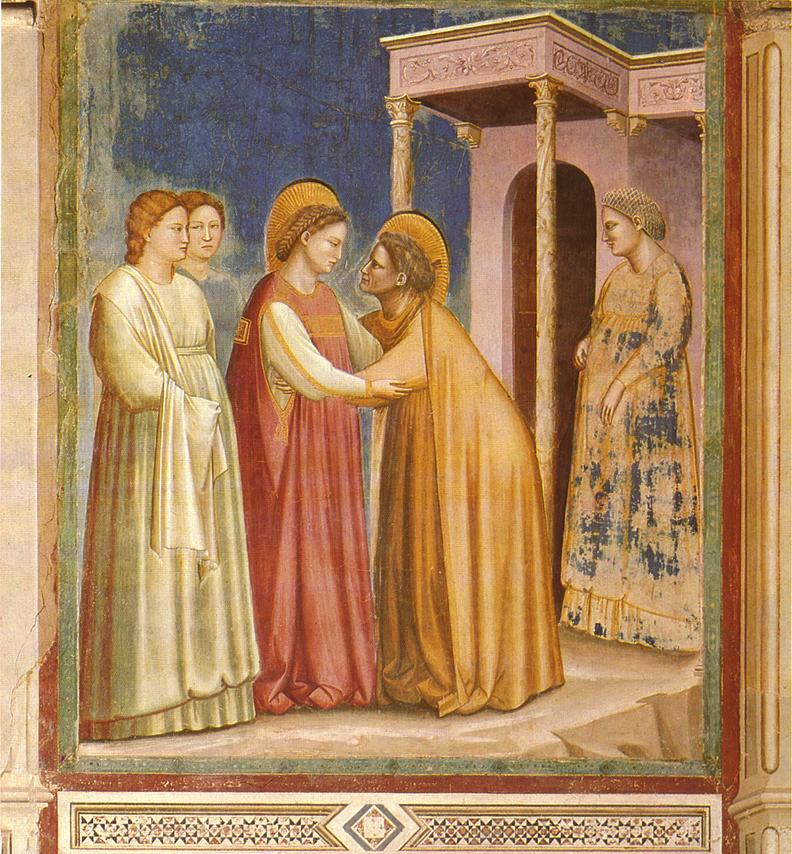
Giotto di Bondone: Mariä Heimsuchung, um 1305

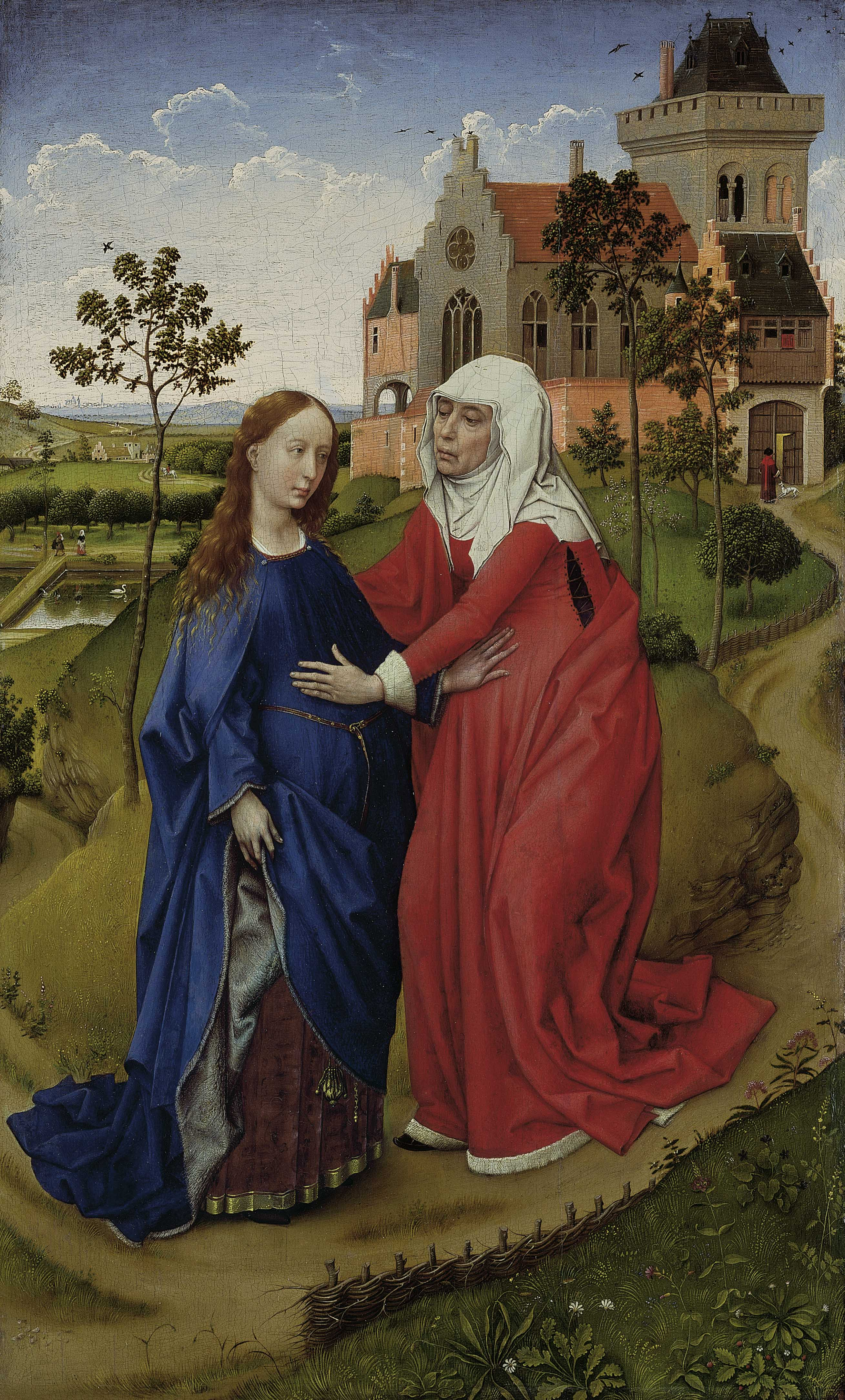
Rogier van der Weyden: Heimsuchung, um 1435

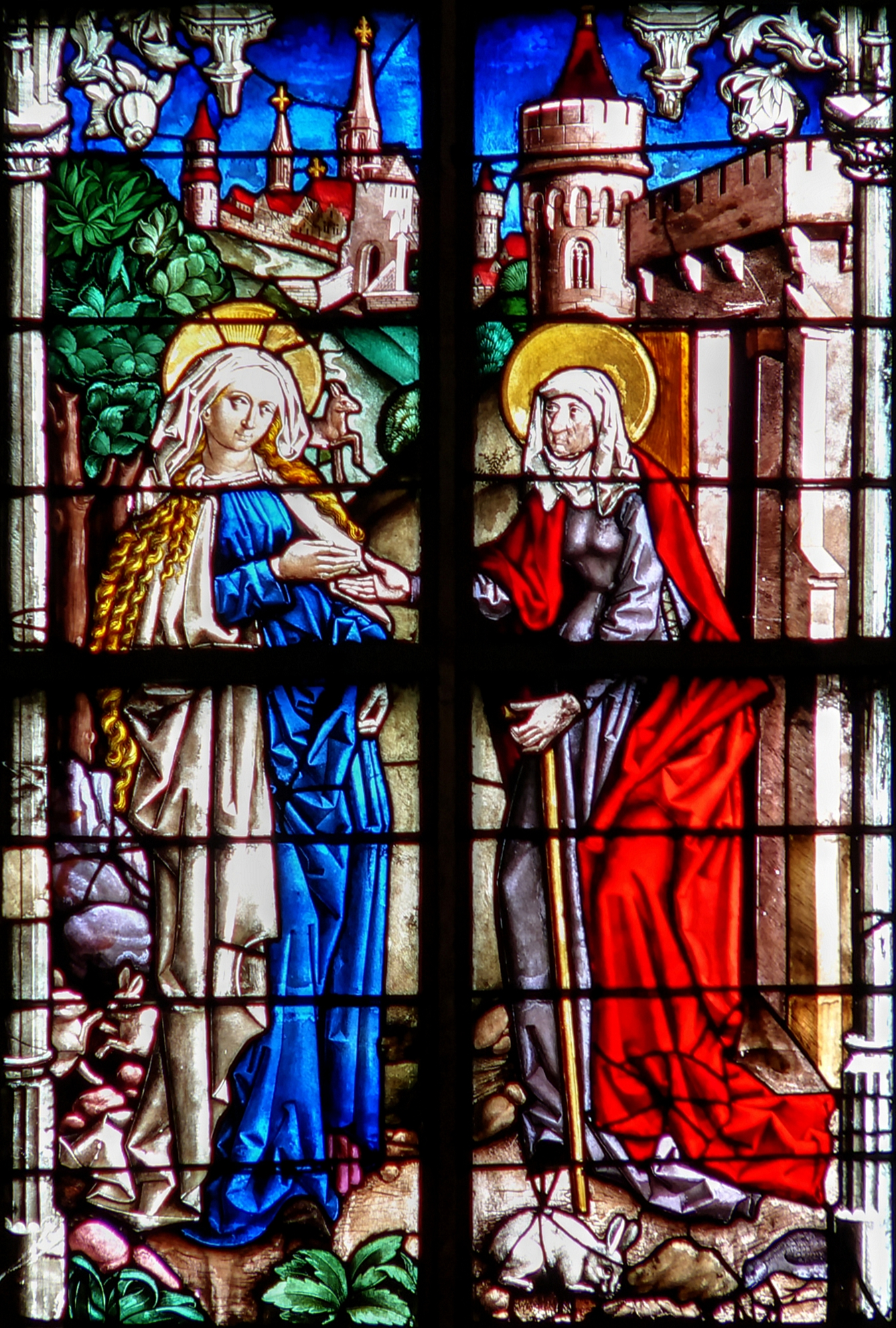
Die Heimsuchung im Ulmer Münster, Peter Hemmel von Andlau, um 1480

Das Marienfest Mariä Heimsuchung (lateinisch Visitatio Mariae; Festum in visitatione Beatae Mariae Virginis) erinnert an den Besuch der Gottesmutter Maria bei ihrer Verwandten Elisabet. Dieses Ereignisses gedenken sowohl die römisch-katholische und die altkatholische Kirche als auch Teile der anglikanischen Gemeinschaft und die lutherischen Kirchen sowie das Östliche Christentum.

## Bibeltext
Die Episode, die nur vom Evangelisten Lukas (Lk 1,39–40 ) im Anschluss an die Verkündigungsszene erzählt wird, verläuft wie folgt: Die schwangere Maria macht sich auf den Weg, um ihre Verwandte Elisabet zu besuchen (daher „Heimsuchung“) und die Freude mit ihr zu teilen. Elisabet, selbst im sechsten Monat mit Johannes dem Täufer schwanger, grüßt sie mit den Worten: „Gesegnet bist du unter den Frauen und gesegnet ist die Frucht deines Leibes. Wer bin ich, dass die Mutter meines Herrn zu mir kommt?“ Maria antwortet mit ihrem berühmten Loblied, dem Magnificat (Lk 1,46–55 ). Der Gruß Elisabets fand auch Eingang in den Wortlaut des Ave Maria und mittelbar in andere Gebete wie den Angelus oder den Rosenkranz.

## Festtag

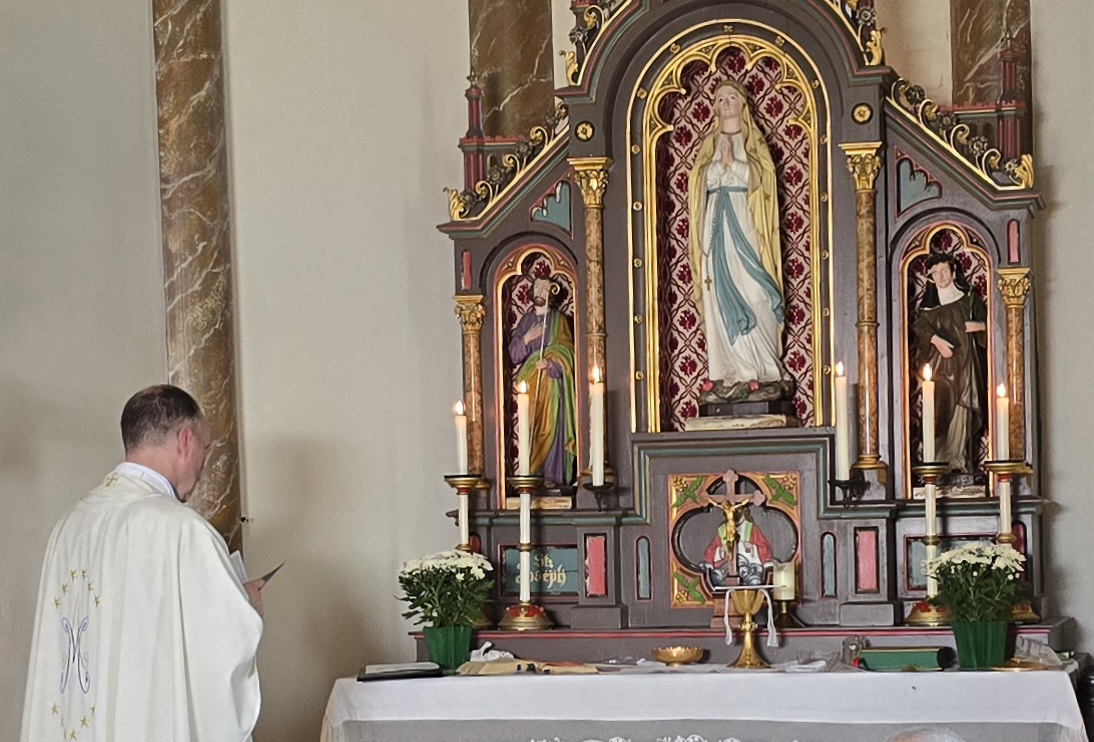
Gottesdienst zum Marienfest Mariä Heimsuchung am 2. Juli 2025 in der Kapelle Schönbronn. Der Pfarrer trägt eine Marienkasel.

Das ursprüngliche Datum dieses Festes im Westen ist der 2. Juli. Weil der Festinhalt in Beziehung zum Johannistag steht, legte man es auf den Tag nach dessen Oktav ohne Rücksicht auf die biblische Abfolge. Das Fest wurde im Jahr 1263 von Johannes Bonaventura, dem Generalminister der Franziskaner, für den Orden eingeführt. Durch das schnelle Wachstum des Franziskanerordens fand es in der ganzen Westkirche rasch Verbreitung.
Unter Papst Pius V. wurde der Festtag am 2. Juli in den römischen Generalkalender aufgenommen. Die Liturgiereform in Folge des Zweiten Vatikanischen Konzils verlegte das Fest im römischen Generalkalender, in besserer Entsprechung zur biblischen Chronologie, auf den 31. Mai (bis dahin das Fest Maria Königin). Auf diese Weise wurde das Fest Mariä Heimsuchung dort zugleich der Abschluss des traditionellen Marienmonats. Im Regionalkalender für das deutsche Sprachgebiet, wo der Tag in der Tradition tief verwurzelt ist, blieb es weiterhin am 2. Juli. Auch in der altkatholischen und der lutherischen Kirche wird das Fest am 2. Juli begangen.
In der östlichen Orthodoxie ist der Festtag meist der 30. März.

## Patrozinien
- Salesianerinnen, Orden von der Heimsuchung Mariens (Ordo Visitatio Mariae, OVM)

## Kirchen
- siehe: Mariä-Heimsuchung-Kirche

## Kirchenmusik
Das als adventliches Chorstück oft gesungene Übers Gebirg Maria geht von Johann Eccard ist ursprünglich ein Festgesang zu Mariä Heimsuchung.
Johann Sebastian Bach komponierte für dieses Fest zwei Kantaten, 1723 Herz und Mund und Tat und Leben, BWV 147, mit der bekannten Choralbearbeitung Jesus bleibet meine Freude, und 1724 Meine Seel erhebt den Herren, BWV 10. Eine weitere Vertonung des Themas durch Bach ist sein lateinisches Magnificat.
In der ersten Hälfte des 19. Jahrhunderts (vielleicht auch deutlich früher) entstand vermutlich im Eichsfeld das geistliche Volkslied Maria durch ein’ Dornwald ging, das die biblische Erzählung von Marias Reise zu Elisabeth mit dem legendarischen Motiv vom Dornwald verbindet, der sieben Jahre abgestorben war und beim Kommen Marias mit dem göttlichen Kind in ihrem Schoß zu blühen beginnt. Das Lied wurde im 20. Jahrhundert zu einem der populärsten Adventslieder.

## Bauernregeln
- „Wenn et op Maria Eendrooep räjend, werde m’r veerzig Dag jesäejend“ – „Wenn es auf Maria Heimsuchung regnet, werden wir vierzig Tage [mit Regen] gesegnet“ (aus Krefeld).[4]
- Maria Sief ist der Name für Mariä Heimsuchung im Köln[5]-Aachener[6] Raum, weil es noch 40 Tage regnen soll, wenn es an diesem Tage regnet.